# 第3艦隊 (韓国海軍)
第3艦隊（だい3かんたい、朝鮮語：제3함대）は、大韓民国海軍の艦隊の一つで、司令部は木浦市に所在する。

## 歴史
1946年9月に母体となる釜山基地司令部が編成、1986年に第3艦隊と改編・改称される。2007年11月末までに木浦に移転される。これにより、1946年8月に木浦基地司令部として編成され、1998年10月に改編された木浦海域防御司令部は解体される。

## 部隊編制
- 第3海上戦闘団
  - 第31駆逐艦戦隊
  - 第32哨戒艦戦隊
  - 第33高速艇戦隊
- 第3戦備戦隊
- 第3航空大隊
- 済州海軍基地作戦隊（OPCON）

## 所属艦
- 仁川級フリゲート
  - FFG-813全北
  - FFG-817光州
- 蔚山級フリゲート
  - FF-957全南
- 浦項級コルベット
  - PCC-767順天(2019年に退役)
  - PCC-775城南
  - PCC-777大川
- 犬鷲型ミサイル艇
  - PKG-726韓文植
  - PKG-727金昌学
  - PKG-728朴東鎭
  - PKG-732全炳翼